# USA Basketball
Der Amerikanische Basketballverband ist der offizielle Basketballverband in den Vereinigten Staaten. Er hat seinen Sitz in Colorado Springs im  Bundesstaat Colorado.

## Geschichte und Aufgaben
Der Verband, der 1974 gegründet wurde, ist Mitglied der Fédération Internationale de Basketball (FIBA) und damit auch Mitglied der FIBA Amerika. Präsident des Verbandes ist zur Zeit Martin Dempsey. Sein Generalsekretär ist Jim Tooley.
Der Verband ist für die Organisation, Leitung und Entwicklung des Basketballsports in den Vereinigten Staaten von Amerika verantwortlich. Der Verband vertritt den Basketballsport gegenüber Behörden sowie nationalen und internationalen Sportorganisationen. Zusätzlich verteidigt der Verband auch die moralischen und materiellen Interessen des Amerikanischen Basketballs. 
Der Verband ist für die Amerikanische Basketballnationalmannschaft und die Amerikanische Basketballnationalmannschaft der Damen verantwortlich.

## Fakten zum Verband
| Kriterium               | Fakten           |
| ----------------------- | ---------------- |
| Gründungsjahr           | 1974             |
| Jahr des FIBA-Beitritts | 1934 (?)         |
| Kontinental Verband     | FIBA-Amerika     |
| Sitz des Verbandes      | Colorado Springs |
| Präsident               | Martin Dempsey   |
| Generalsekretär         | Jim Tooley       |
| Höchste Liga            | NBA              |
| Sonstiges               |                  |

## Liste von Präsidenten
| von | bis   | Name           | Beleg |
| --- | ----- | -------------- | ----- |
|     | heute | Martin Dempsey | [ 5 ] |

## Sonstige Funktionen
| von | bis   | Name       | Funktion        | Beleg |
| --- | ----- | ---------- | --------------- | ----- |
|     | heute | Jim Tooley | Generalsekretär | [ 5 ] |